# Droga krajowa nr 2 (Węgry)
Droga krajowa nr 2 (węg. 2-es főút) – droga krajowa na Węgrzech w ciągu trasy europejskiej E77. Łączy Węgry ze środkową Słowacją (Budapeszt z Bańską Bystrzycą). Jest drogą jednojezdniową z wyjątkiem odcinka przebiegającego przez Budapeszt.
Droga jest zdublowana przez drogę krajową 2/A – przyszłą autostradę M2. Długość arterii wynosi 79 km.
W latach 70. i 80. XX wieku droga stanowiła część trasy międzynarodowej T7, łączącej Kraków z Budapesztem.

## Miejscowości na trasie 2
- Budapeszt - skrzyżowanie z 2/A
- Dunakeszi
- Göd
- Vác – skrzyżowanie z 12 i 2/A
- Rétság – skrzyżowanie z 22
- granica węgiersko-słowacka Parassapuszta – Šahy